# Hollywood Subway
Die Hollywood Subway ist ein ehemaliger zweigleisiger Straßenbahntunnel in Los Angeles, Kalifornien. Die auch als Belmont-Tunnel bekannte Strecke verlief von der Ecke Beverly Boulevard und Glendale Boulevard bis zum Subway Terminal Building am heutigen Pershing Square. Der Tunnel war vom 30. November 1925 bis zum 19. Juni 1955 in Betrieb und wurde von den Zügen der Pacific Electric Railway befahren.

## Hintergrund
In den Jahren nach dem Ersten Weltkrieg wurde der zuvor profitable Personennahverkehr für dessen meist private Betreiber durch sinkende Fahrgastzahlen und steigende Kosten zunehmend zum Verlustgeschäft, und die als Ausgleich benötigten Tariferhöhungen wurden von den Aufsichtsbehörden nicht genehmigt. Zudem blieben besonders die Straßenbahnen in den Innenstädten zunehmend im Verkehrsstau stecken. In Los Angeles war zu dieser Zeit vor allem die Straßenbahngesellschaft Pacific Electric Railway (PE) davon betroffen.
Im Jahre 1922 gab die California Railroad Commission schließlich die Verordnung Nr. 9928 heraus, wonach der Straßenbahnbetreiber Pacific Electric Railway (PE) dazu verpflichtet wurde, einen Teil seiner Strecke Richtung Hollywood unter die Erde zu verlegen. Als Ausgleich erhielt die Gesellschaft die Erlaubnis, die Fahrpreise von Hollywood in die Innenstadt von Los Angeles von sechs auf zehn US-Cent zu erhöhen. Die PE erhoffte sich darüber hinaus wiederum erhebliche Einsparungen durch weniger Personal, Versicherungskosten, benötigte Fahrzeuge und geringeren Wartungsaufwand gegenüber den Gleisanlagen auf den Straßen.

## Der Tunnel
Der Tunnel sollte an der South Olive Street beginnen und von dort aus parallel zur West 4th Street Richtung Nordwesten führen. Hinter der South Figueroa Street sollte er gemeinsam mit der 4th Street nach Nordnordwesten einschwenken und dann über die Kreuzung mit der West 3rd Street hinaus bis in Höhe Emerald Street und West 2nd Street verlaufen. Dort sollte die Strecke im Einschnitt weiter bis zur Kreuzung Beverly Boulevard und Glendale Boulevard führen. Am westlichen Rand dieses Einschnitts war zur Stromversorgung das neue Unterwerk Tucola No. 51 vorgesehen, gegenüber sollte mit dem Toluca Yard eine sechsgleisige Abstellanlage entstehen. Dahinter sollten die Gleise in die bestehende Straßenbahnstrecke entlang des Glendale Boulevard Richtung Hollywood einmünden. Die Gesamtkosten für den 4.325 Fuß (1.318 m) langen Tunnel sollten sich auf 1,25 Mio. US-Dollar belaufen.
Südöstlich der South Olive Street sollte sich das Subway Terminal Building an den Tunnel anschließen. In dessen untersten Kellergeschoss war ein fünfgleisiger Kopfbahnhof vorgesehen, der mittels Betonrampen von der Empfangshalle im Erdgeschoss aus erschlossen werden sollte. Dort wiederum sollte ein Verknüpfungspunkt verschiedener Straßenbahnlinien und dazu ein Busbahnhof entstehen. Das Gebäude darüber sollte mit 600 Büros eines der seinerzeit größten Bauwerke von Los Angeles werden.
Der Spatenstich erfolgte am 3. Mai 1924. Zuerst wurde am nördlichen Ende der Einschnitt ausgebaggert und dann der Tunnel von dort aus in Kernbauweise vorangetrieben. Zusätzlich wurde von einer weiteren Baugrube zwischen der Figueroa Street und der Flower Street aus in beide Richtungen auf die gleiche Weise gearbeitet. Zeitweilig waren insgesamt rund 650 Mann auf der Baustelle beschäftigt.  Der Durchstich erfolgte am 16. April 1925, die Bauarbeiten am Subway Terminal Building begannen rund einen Monat später am 13. Mai 1925. Der U-Bahnhof konnte am 30. November 1925, möglicherweise noch vor der Fertigstellung des Bürogebäudes darüber, eröffnet werden.
Der Tunnel besaß keine Zwischenhalte und war durchgehend zweigleisig ausgebaut. Den Querschnitt beschrieb ein durchgehend betoniertes Tonnengewölbe, 28 Fuß (8,53 m) breit in der Mitte und 21'3" (6,48 m) hoch. Im Innern waren eingeschotterte, normalspurige Schwellengleise verlegt. Die Stromzufuhr erfolgte mittels Oberleitung, die alle 15 Fuß (4,57 m) von der Tunneldecke mit so genannten „steady braces“ (wörtlich: starre Klammern) federnd gelagert abgehängt und dabei gegen seitliches Ausweichen gesichert war. Alle 50 Fuß (15,24 m) war eine Fluchtnische vorgesehen, alle 1500 Fuß (457,2 m) ein Notruftelefon. Die 1927 nachgerüstete Zugsicherung bestand aus 21 Blocksignalen mit automatischer mechanischer Zwangsbremsung. Je Stunde und Richtung konnten so bis zu 144 Züge verkehren. Für den Betrieb mit Zugsicherung standen 210 entsprechend umgerüstete Straßenbahn-Zweirichtungswagen zur Verfügung.
Durch den Tunnel verkehrten während der 1930er und 1940er Jahre die insgesamt 850 täglichen Züge der PE nach Glendale, Burbank, Hollywood, West Hollywood, Beverly Hills und Van Nuys. Die Zahl der Fahrgäste erreichte während des Zweiten Weltkriegs mit 65.000 pro Tag ihren Höhepunkt.

## Stilllegung und Umnutzung
Nach Ende des Zweiten Weltkrieges bedeuteten die Straßenbahnlinien immer höhere Verluste für die PE. Gleichzeitig gewann das Automobil die Oberhand als Massenverkehrsmittel. So wurden die Strecken nach und nach stillgelegt und durch Buslinien ersetzt. Am 19. Juni 1955 fuhr schließlich der letzte Zug durch den Tunnel. Danach wurden die Gleise abgebaut. Fortan dienten die Anlagen zeitweilig als Lagerraum für Lebensmittel, Mikrofilme und gepfändete Autos. Im Dezember 1967 wurde ein Stück des Tunnels zwischen der Figueroa Street und der Flower Street ausgebrochen und verfüllt, um für den Neubau des Bonaventure Hotels Platz zu schaffen.
Das Gelände des Toluca Yard samt ehemaligem Unterwerk und Tunnelportal lag nach dem Abbau der Gleisanlagen zunächst brach. Irgendwann wurde der Tunnel von Obdachlosen und Graffiti-Künstlern in Beschlag genommen, nach 2000 schließlich zugemauert. 2002 schließlich wurde das Gelände von einer örtlichen Immobilienfirma gekauft. Sie errichtet dort einen Appartementkomplex mit 276 Wohnungen.
In den 1980er Jahren tauchte der Tunneleingang in einer Reihe von Filmen auf, unter anderem in Falsches Spiel mit Roger Rabbit als Eingang zur Toonstadt, in der Serie V – Die außerirdischen Besucher kommen als Eingang zum Hauptquartier der Résistance sowie im Musikvideo „Under the Bridge“ der Red Hot Chili Peppers, in Colors – Farben der Gewalt und im Science-Fiction-Film Predator 2.

## Weiterführende Informationen

### Verweise
- The Electric Railway Historic Association of Southern California (ERHA): Hollywood Subway. (englisch)
- The Electric Railway Historic Association of Southern California (ERHA): Subway Terminal. (englisch)
- Elson Trinidad: Pacific Electric Subway. 2000, archiviert vom Original (englisch, private Seite mit einigen Fotos und Übersichtskarte).